# Eupelmus oribates
Eupelmus oribates är en stekelart som beskrevs av Perkins 1910. Eupelmus oribates ingår i släktet Eupelmus och familjen hoppglanssteklar. Inga underarter finns listade i Catalogue of Life.